# Пашуканис, Викентий Викентиевич
Викентий Викентиевич Пашуканис (1879, Москва — 1920) — секретарь издательства «Мусагет», издатель («Издание В. В. Пашуканиса»), после революции — организатор музейного дела.

## Биография
Родился в Москве в октябре 1879 года в семье статского советника. Его отец, литовец из Каунаса, преподавал математику в гимназии. Пашуканис окончил в 1902 году физико-математический факультет Императорского Московского университета, после чего служил акцизным (налоговым) чиновником. Затем оставил службу и с 1914 года стал ответственным секретарём и «заведующим коммерческой частью» издательства «Мусагет». Вёл переговоры об издании сочинений с А. Блоком, который за 1915—1917 годах написал В. В. Пашуканису 14 писем. В мае 1915 года, когда главный редактор «Мусагета» Э. К. Метнер, которого война застала в Цюрихе, оказался оторванным от России и издательства, В. Пашуканис предложил реорганизовать издательство, однако полной поддержки не получил.
В 1915 году организовал собственное издательство, которое до 1918 года выпускало книги с логотипом «Издание В. В. Пашуканиса». Был одним из основных издателей Игоря Северянина, выпускал также К. Бальмонта, А. Белого, Вячеслава Иванова, Эллис, Валерия Брюсова, Зинаиду Гиппиус. Книги издательства Пашуканиса отличало качество и изящество оформления. С авторами издаваемых им книг его связывали не только профессиональные, но и дружеские отношения. Они бывали в его квартире в доме 17 по Большой Никитской улице, их привлекала не только эрудиция Пашуканиса, его знания, любовь к литературе, но доброжелательный, открытый и весёлый характер. Ему дарили книги, он собрал библиотеку современных русских поэтов и писателей.
Пашуканис бывал и в петербургском доме Блока, был знаком с художниками — В. Серовым, К. Коровиным, В. Переплетчиковым. Особенно сблизился с Николаем Павловичем Ульяновым, который написал его портрет с дочерьми, а также портрет его жены Анны Гордеевны.

### Работа в Советской России
14 октября 1918 года стал сотрудником Музейного отдела наркомата просвещения образованного 28 мая того же года, возглавляемого Натальей Ивановной Троцкой, женой председателя Реввоенсовета Л. Д. Троцкого. Параллельно работает ещё и помощником Ученого секретаря Румянцевского музея. Такое совместительство было обычным, поскольку опытных специалистов на советской службе остро не хватало. Тем более, что на обеих должностях Пашуканис занимался одним и тем же — сохранением историко-художественных и книжных богатств, вывозом их из ближних и дальних имений в Москву, чаще всего в Румянцевский музей. Музеи Москвы, Российская государственная библиотека, другие музеи страны и книжные хранилища обязаны ему поступлениями — картинами, гравюрами, скульптурой, книгами и фамильными архивами. Пашуканис вывез в Румянцевский музей библиотеку Жиро, историко-художественные коллекции и библиотеки из имения графини Уваровой — Карачарово, усадьбы графов Паниных — Марфино, из Покровского, принадлежавшее Герценам, — все они в Московской губернии, а также из поместья Глебовых — Раек, Тверской губернии. Эвакуировал из усадьбы Бакуниных Премухино, что близ Торжка, семейный архив. Ныне премухинские документы хранятся в отделе рукописей РГБ, РГАЛИ, Историческом музее, они важны для исследователей культуры и революционного движения России прошлого века
Пашуканису доверяли, его направляли в опасные командировки, в том числе в прифронтовую полосу, где он фактически спас от расхищения художественные сокровища Радзивиллов около Бобруйска, и представляющий значительную художественную ценность Гомельский дворец графа И. Ф. Паскевича-Эриванского, который 23 марта 1919 года под руководством бывшего офицера Стрекопытова был захвачен восставшими мятежниками. Во время пожара Пашуканис собрал служащих дворца и вместе с ними вынес из горячего здания холсты, гравюры, книги, рукописи, серебро, золотые вещи, ордена, оружие и мундиры графа. 31 марта Пашуканис телеграфирует в Москву, в Наркомпрос: «Главный дом Паскевича сгорел. Большая часть вещей и все драгоценности спасены. Драгоценности вывожу в Москву. Эмиссар Пашуканис».
31 августа 1919 года Коллегия Музейного отдела заслушала отчёт Викентия Викентиевича о поездке в Гомель, одобрила героическое его поведение. Гомельское происшествие было отмечено в журнале «Художественная жизнь», в статье А. Дауге «Охрана памятников искусства и старины в провинции» говорилось: по историческим и художественным достоинствам собрание дворца Паскевича значится в шестёрке наиболее весомых из эвакуированных в Москву. В отчёте Музейного отдела Наркомпроса утверждается: «В Гомеле во время бунта произошел пожар во дворце графа Паскевича-Эриванского. Сотрудник отдела Пашуканис бросился спасть художественные ценности, которыми были переполнены дом и его боковые флигели. Дом удалось отстоять от огня. Под его руководством все это было спасено. Затем сокровища дворца — около ста пудов золота и серебра были перевезены в Москву и сданы в Исторический музей» Однако большая часть привезённого Пашуканисом в дальйнейшем пошла на покупку хлеба, машин и оружия.

### Арест и гибель
В конце 1919 года фамилия Пашуканиса исчезает из протоколов заседаний Коллегии Музейного отдела и из других его документов. Ордер № 211 на арест В. В. Пашуканиса, проживающего в Москве, на Б. Никитской, в бывшем доме Зонова, и обыск в его квартире был выписан 12 декабря 1919 года. Арест произвёл по приказу председателя Особого отдела ВЧК К. Ландера сотрудник Чрезвычайной Комиссии Лукин. Конфискованы деньги в сумме 19 637 рублей, 25 золотых и серебряных вещей: кольца, крестики, столовые приборы, монеты, медальоны и другие предметы, в основном, дешёвые, судя по указанной их оценочной стоимости. Лукин забрал также бумаги, относящиеся к деятельности «Мусагета», несколько писем, мандаты и другие документы, относящиеся к работе Пашуканиса в Музейном отделе. Что-либо его компрометирующее среди них найдено не было.
Следователь, тот же К. Ландер, утверждает, что на квартире Пашуканиса состоялась встреча представителей двух контрреволюционных организаций: Председателя Объединенного Комитета государственных служащих К. И. Тихоцкого и руководителя какой-то военной группы А. Флейшера. Сам Викентий Викентиевич отрицал своё участие в этой встрече. Он заявлял, что Тихоцкий, которого он знал ещё задолго до революции, дважды заходил к нему для покупки книг, оставшихся у него, вероятно, от «Мусагета». Последний раз — со своими, как он полагает, знакомыми — мужчиной и женщиной, которых Пашуканис видел впервые. Весь разговор он не слышал, так как пришёл к концу встречи.
Арестованный Тихоцкий на очной с ним ставке сказал (запись протокола): «Мне трудно судить о содержании разговора, поскольку он происходил между совершенно случайными людьми, которых я увидел на квартире Пашуканиса, куда зашёл купить книги. Я также не имею никаких оснований подозревать хозяина квартиры к принадлежности к этим людям. Точно также, как и к разговору, который там вёлся… Весь разговор произвёл на меня впечатление обычной обывательской болтовни о каком-то якобы готовящемся восстании, о котором тогда много говорили в Москве…»
Единственным свидетелем обвинения стала художница А. В. Лепилова-Богословская, которая пришла с Флейшером на квартиру Пашуканиса и была участницей злополучного разговора. Викентий Викентиевич на очной ставке отрицал какое-либо с ней знакомство. «По-моему, у Тихоцкого была организация, — показала она, — и Пашуканис туда входил…» Именно эти её слова послужили главным «доказательством» контрреволюционной деятельности Пашуканиса. Оно было настолько слабым, что Ландер в обвинительном заключении инкриминировал ему лишь встречу на квартире представителей антисоветских организаций.
В конце 1919 года по обвинению в контрреволюционной деятельности, несмотря на хлопоты Н. И. Седовой (жены Л. Д. Троцкого), постановлением тройки ВЧК от 13 января 1920 года был приговорён к расстрелу. Впоследствии реабилитирован (посмертно).

## Семья
Двоюродный брат В. В. Пашуканиса — Евгений Брониславович Пашуканис — заместитель Наркома юстиции СССР, видный теоретик государства и права.

## Память
Телерадиокомпания «Гомель» в 2005 году сняла документальный фильм «Трагедия Викентия Пашуканиса» (26 мин).